# La Esperanza (Intibucá)
La Esperanza ist eine Siedlung und eine Gemeinde in Honduras. Sie ist die Hauptstadt des Departamento Intibucá. 2013 hatte die Siedlung 8.124 Einwohner und die Gemeinde hatte eine Einwohnerzahl von 11.631.

## Geografie
Die Stadt La Esperanza ist ununterscheidbar mit der Stadt Intibucá verschmolzen. Intibucá ist die ältere der beiden Städte und war ursprünglich eine indigene Lenca-Gemeinde, während La Esperanza die neuere von Mestizen gegründete Gemeinde ist. Obwohl die beiden Städte getrennte Stadtverwaltungen haben, werden sie oft gemeinsam als La Esperanza bezeichnet, da sie nur durch eine Stadtstraße getrennt sind, die die Agglomeration durchquert. Die Bewohner von La Esperanza werden traditionell als esperanzanos bezeichnet und die Bewohner von Intibucá als intibucanos. La Esperanza liegt auf einer Höhe von 1700 Metern und ist damit die höchstgelegene Stadt in Honduras und hat ein deutlich kühleres Klima. Sie wird durch den Rio Intibucá halbiert, der von der Gemeinde Intibucá durch die Gemeinde La Esperanza fließt.

## Klima
La Esperanza hat ein gemäßigtes Klima (Cfb) mit einer jährlichen Durchschnittstemperatur von 17,3 Grad Celsius.

## Geschichte
Das Gebiet wurde ursprünglich von Maya- und Lenca-Völkern aus präkolumbianischer Zeit bewohnt, die zwei Siedlungen namens Eramani und Lentercala bildeten. Im Jahr 1647 wurde der Bürgermeister Francisco de La Cerda vom spanischen Thron beauftragt, das Gebiet der indigenen Bevölkerung offiziell abzugrenzen. Er teilte das Land in zwei Gerichtsbarkeiten auf, die nicht mit den Orten Eramani und Lentercala übereinstimmten, und schuf Grenzen und Namen für die umliegenden kleinen Gemeinden.
Mit der Zeit entwickelten die beiden Jurisdiktionen eine Rivalität, vor allem um Land. Die Städte wuchsen in der Bevölkerung, vor allem in den 1800er Jahren, und La Esperanza wurde am 22. September 1848 zu einer Villa. La Esperanza wurde 1883 offiziell eine Stadt, als das Departamento Intibucá durch Abtrennung vom benachbarten Departamento Lempira, damals Gracias genannt, gebildet wurde.
Im Jahr 2002 erhielt das Consorcio de Inversiones SA de CV (CISA) die Genehmigung zum Bau eines Staudamms am Rio Intibucá, der ein stillgelegtes Wasserkraftwerk ersetzen sollte. Der nach der Stadt La Esperanza benannte Damm begann 2003 mit der Stromerzeugung für die umliegenden Gemeinden, die zweite Ausbaustufe wurde jedoch erst 2006 fertiggestellt. Das Projekt war das erste weltweit, das zertifizierte Emissionsreduktionen (CERs) im Rahmen des Clean Development Mechanism (CDM) generierte.